# جاكوبو جياتشيتي
جاكوبو جياتشيتي (بالإيطالية: Jacopo Giachetti)‏ مواليد 7 ديسمبر 1983 في بيزا، هو لاعب كرة سلة إيطالي بدأ مسيرته الاحترافية في سنة 1999 ويحمل الرقم 5. يبلغ طوله 6 قدم 3 بوصة (1.9 م).

## فرق لعب لها
- فيرتوس روما
- أولمبيا ميلانو

## الميداليات
| الميدالية | المسابقة                        |
| --------- | ------------------------------- |
| ذهبية     | ألعاب البحر الأبيض المتوسط 2005 |

## روابط خارجية
- جاكوبو جياتشيتي على موقع الاتحاد الدولي لكرة السلة (الإنجليزية)
- جاكوبو جياتشيتي على موقع الدوري الأوروبي لكرة السلة (الإنجليزية)
- جاكوبو جياتشيتي على موقع كرة السلة الأوروبية.كوم (الإنجليزية)
- جاكوبو جياتشيتي على موقع ريلجم (الإنجليزية)
- جاكوبو جياتشيتي على موقع بروبوليرز (الإنجليزية)
- جاكوبو جياتشيتي على موقع سبورتس رفرنس (الإنجليزية)